# Edward Barrett
	Edward Barrett (Rahela, 3 november 1877 - Londen, 19 maart 1932) was een Brits sporter. 
Barrett nam deel aan de Olympische Zomerspelen 1908 in eigen land. Met het team van de Londense politie won hij de gouden medaille bij het touwtreken, bij het worstelen eindige hij als vijfde bij het Grieks-Romeins worstelen in het zwaartgewicht in de vrije stijl won hij de bronzen medaille. In 1908 werd hij vijfde bij het kogelstoten en nam hij deel aan het discuswerpen en het speerwerpen.
1900: Aabye, Schmidt, Winckler, Nilsson, Söderström, Staaf ·
1904: Olson, Johnson, Seiling, Magnusson, Flanagan ·
1908: Barrett, Goodfellow, Humphreys, Hirons, Ireton, Merriman, Mills, Shepherd ·
1912: Andersson, Bergman, Edman, Fredriksson, Gustafsson, Jonsson, Larsson, Lindström ·
1920: Canning, Holmes, Humphreys, Mills, Sewell, Shepherd, Stiff, Thorn